# Інтранья
Інтранья (італ. Intragna, п'єм. Intragna) — муніципалітет в Італії, у регіоні П'ємонт,  провінція Вербано-Кузіо-Оссола.
Інтранья розташована на відстані близько 560 км на північний захід від Рима, 125 км на північний схід від Турина, 8 км на північ від Вербанії.
Населення — 111 осіб (2014).
Покровитель — San Giacomo.

## Демографія
Населення за роками:

Станом на 1 січня 2023 року в муніципалітеті офіційно проживало 6 іноземців з 4 країн, серед них 1 громадянин країн Євросоюзу та 1 громадянин України.

## Сусідні муніципалітети
- Аурано
- Капреццо
- М'яццина
- Премено
- Віньйоне